# La Seu (barri de València)
La Seu és un barri del districte de Ciutat Vella, a la ciutat de València, capital del País Valencià. L'Ajuntament de València classifica aquesta barri amb el codi 1.1.
Rep el nom de la Seu per la Catedral de València, seu de l'arxidiòcesi de València que es troba al centre del barri i sempre ha sigut coneguda com la Seu. La plaça de la Mare de Déu dels Desemparats, plaça central del barri i centre polític i espiritual de tota la ciutat i de l'antic Regne de València, va ser coneguda durant molts anys com la plaça de la Seu.

## Geografia

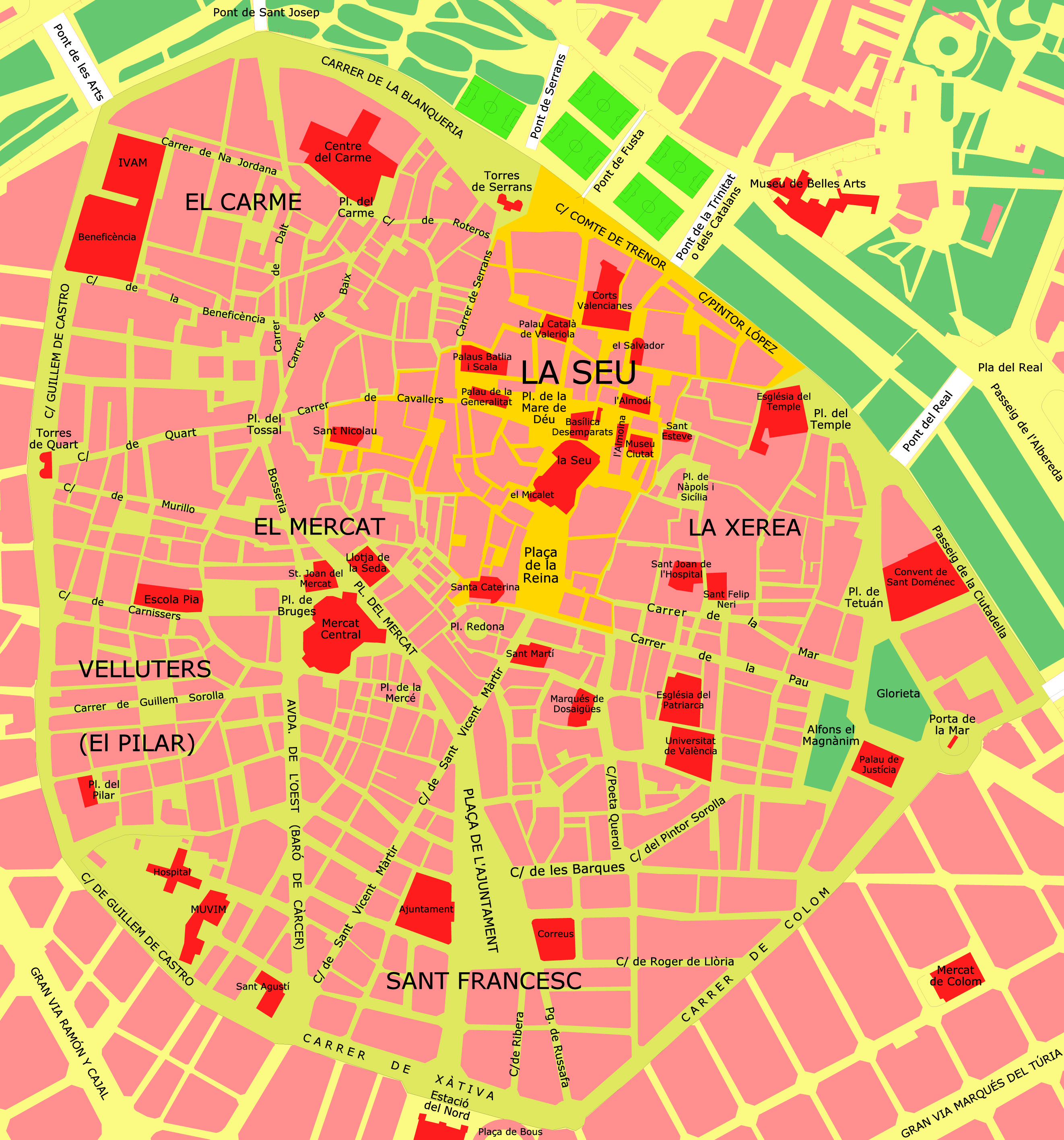
Plànol de carrers. En ocre el barri de la Seu

Està situat al centre històric de la ciutat i ocupa la part central i nord del districte, limitat al nord-oest amb el barri del Carme, a l'est amb el de La Xerea, al sud-oest amb el del Mercat i al sud amb el de Sant Francesc. Al nord el vell llit del riu Túria el separa del barri de La Trinitat al districte de La Saïdia, amb el qual es troba comunicat gràcies al pont de la Trinitat sobre el jardí del Túria, i al pont de Fusta que dona accés també al barri de Morvedre.
En l'actualitat el límit administratiu del barri, designat per l'Ajuntament de València, comença a la plaça dels Furs (darrere de les Torres de Serrans) i va cap al sud pel carrer de Serrans, fins al carrer de la Concòrdia, on gira a la dreta i després de seguida a l'esquerra pel dels Borja, fins a arribar al carrer de Cavallers, que segueix fins al carrer de l'Abadia de Sant Nicolau, on tomba a l'esquerra fins a les places de Sant Nicolau i del Forn de Sant Nicolau. Després gira a l'esquerra per Cadirers, Puríssima i Corretgeria, girant a la dreta per Assaonadors, Sabateria dels Xiquets i la plaça de Lope de Vega, on gira a l'esquerra pel carrer de la Capelleria fins a la plaça de la Reina i el carrer de la Pau, on tomba a l'esquerra per Castellvins i Avellanes, Venerables, Tossalet i Trinitaris fins a la plaça del Poeta Llorente, on gira a l'esquerra per vora el riu Túria pel carrer del Pintor López i del Comte de Trenor fins a trobar de nou les la plaça dels Furs.

## Història

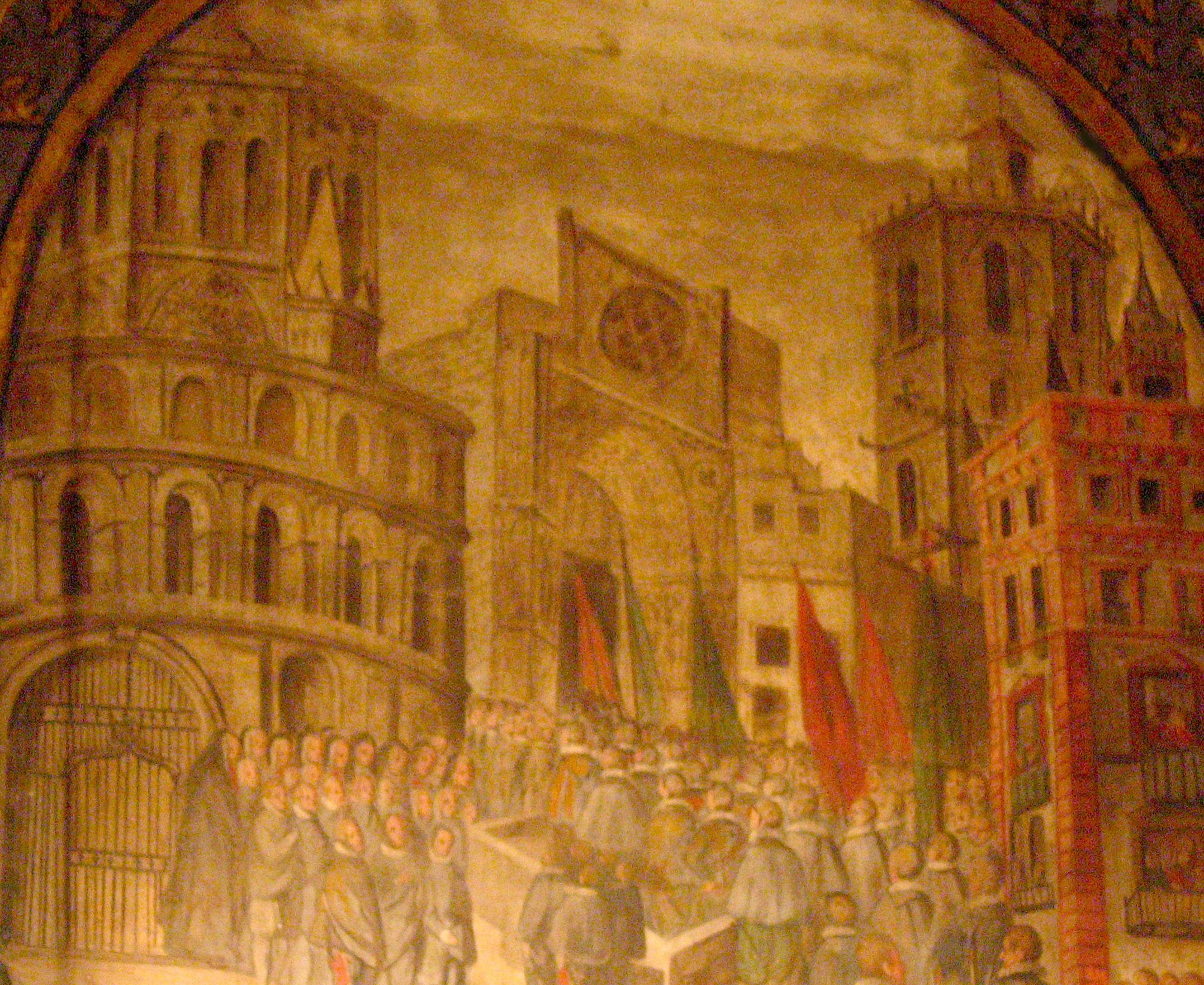
Pintura de la Seu (segle XVII)

Plaça de la Seu (1950)

El barri compta amb 2150 anys d'història, els mateixos que té la Història de València perquè va nàixer l'any 138 aC amb la mateixa fundació romana de la ciutat, molt prop de l'actual plaça de l'Almoina on podem visitar el seu centre arqueològic. Fou el cor de la primitiva Valentia republicana i imperial, i també ho va ser de Balansiya, la València de l'època musulmana. Els barris veïns del Carme, el Mercat, Sant Francesc i la Xerea només s'incloïen parcialment dins la muralla islàmica, però en la seua gran majoria es trobaven extramurs de la ciutat. Això explica la trama urbana laberíntica del barri, hereva en bona part del traçat musulmà.
Des de la fundació del Regne de València el 1238 pel rei Jaume I i fins a la divisió provincial del 1833, el barri de la Seu ha estat el centre administratiu d'aquest territori, i encara ho continua sent hui després que el 1982 s'aprovara l'Estatut d'Autonomia de la Comunitat Valenciana, gràcies al qual es recuperaren les institucions forals valencianes: la Generalitat Valenciana i les Corts Valencianes, ja que al barri es troben tant el Palau de la Generalitat (s. XV-XVI i XX) com el Palau de Benicarló (o dels Borja), seus de les dos institucions.
Molt prop d'estos palaus es troben la Seu de València (s. XIII-XVIII), centre de l'arxidiòcesi de València i catedral de la ciutat, que dona nom al barri, i el Palau de la Batlia i dels Scala, seus de la Diputació de València. Al segle xvii s'erigí la Basílica de la Mare de Déu dels Desemparats, un dels centres religiosos valencians. Actualment, el barri ha esdevingut un dels principals núclis turístics de la ciutat amb instal·lacions museïstiques com el Centre Arqueològic de l'Almoina, l'Almodí (s. XVI) o el Museu de la Ciutat de València, localitzat al Palau del Marqués de Campo. A més, és una de les principals zones d'oci nocturn al voltant del carrer de Cavallers i la plaça de la Mare de Déu.

## Demografia
El 2009 tenia 2.888 habitants. El 1981 en sumava 3.758, fet que mostra la forta pèrdua de població d'aquest barri i de tot el districte en els últims anys, tot i que de 2003 cap ací s'ha frenat la despoblació i fins i tot s'ha recuperat lleugerament, gràcies al procés de rehabilitació i reconstrucció d'aquest sector de la ciutat.
| Gràfica d'evolució de La Seu entre 1970 i 2020 |
|                                                |

### Eleccions
| Vots a les eleccions municipals al barri de la Seu (1979-2023) |             |       |       |       |       |       |       |       |       |       |       |       |
| Candidatura                                                    | Candidatura | 1979  | 1983  | 1987  | 1991  | 1995  | 1999  | 2003  | 2007  | 2011  | 2015  | 2019  |
|                                                                | UCD/CDS     | 1.792 | 31    | 176   | 22    | 11    | n/a   | n/a   | -     | -     | -     | -     |
|                                                                | PSPV-PSOE   | 527   | 572   | 368   | 316   | 384   | 383   | 384   | 546   | 229   | 113   | 217   |
|                                                                | AP/PP       | -     | 1.548 | 772   | 790   | 1.282 | 1.131 | 1.029 | 980   | 819   | 448   | 425   |
|                                                                | PCPV/EUPV   | 210   | 113   | 149   | 115   | 236   | 109   | 150   | 74    | 105   | 65    | n/a   |
|                                                                | URV/UV      | 117   | 15    | 394   | 383   | 119   | 76    | 65    | 17    | -     | -     | -     |
|                                                                | Compromís   | 18    | 39    | *     | 34    | 37    | 95    | 63    | -     | 229   | 353   | 394   |
|                                                                | C's         | -     | -     | -     | -     | -     | -     | -     | -     | -     | 303   | 260   |
|                                                                | Vox         | -     | -     | -     | -     | -     | -     | -     | -     | -     | n/a   | 135   |
|                                                                | ValC/UP     | -     | -     | -     | -     | -     | -     | -     | -     | -     | 120   | n/a   |
|                                                                | Altres      | 73    | 50    | 101   | 62    | 18    | 106   | 74    | 35    | 108   | 90    | 107   |
| Total vots                                                     | Total vots  | 2.737 | 2.368 | 1.960 | 1.722 | 2.084 | 1.900 | 1.765 | 1.652 | 1.490 | 1.492 | 1.538 |
| Fonts: Oficina d'estadística de l'Ajuntament de València       |             |       |       |       |       |       |       |       |       |       |       |       |

## Transports

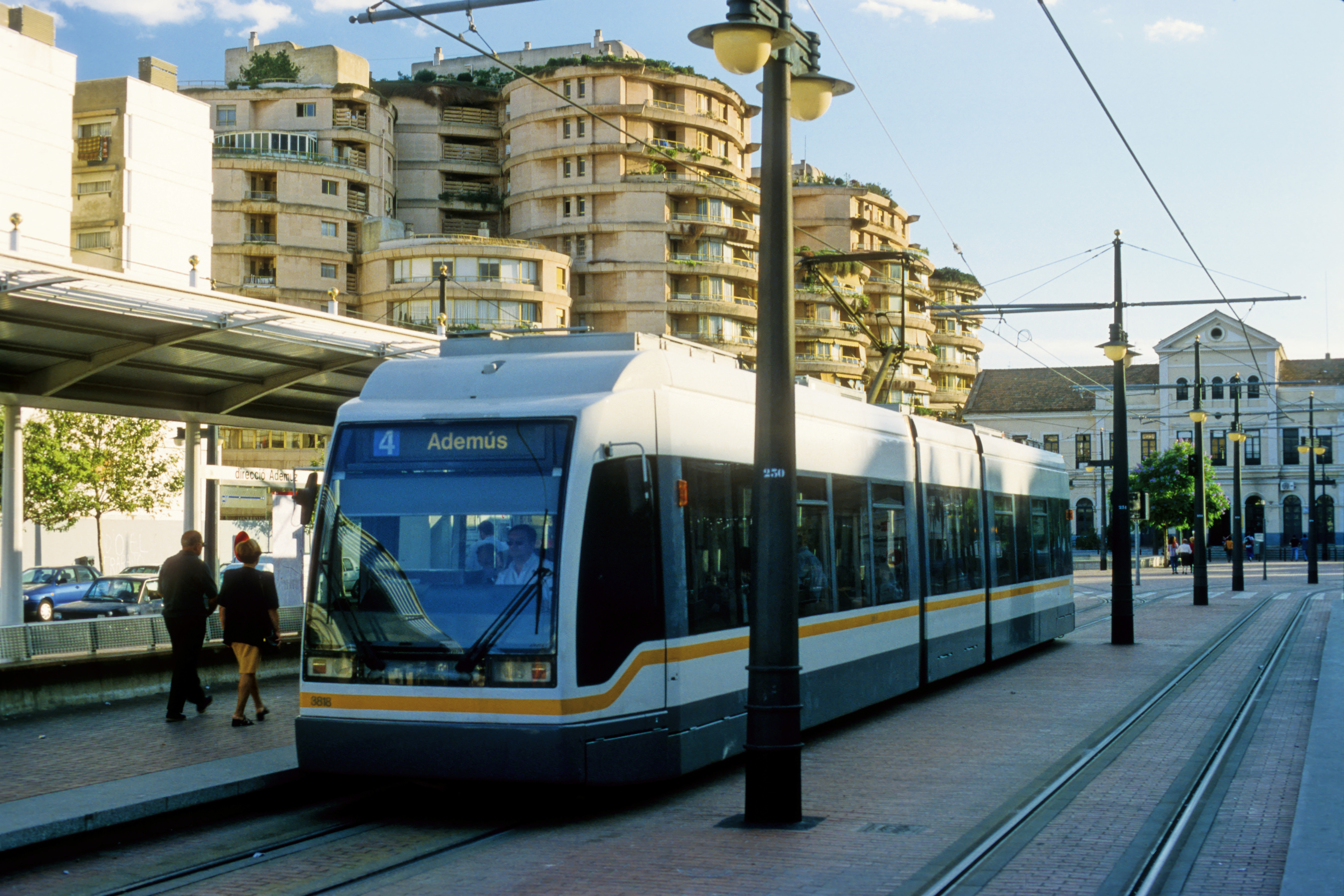
L'estació del Pont de Fusta, la més propera al barri

La circulació de vehicles pel barri està quasi reduït als vehicles dels veïns i dels comerços, amb limitació de la velocitat a 30 km/h, i amb gran quantitat d'espais reservats per als vianants, com ara la plaça de la Mare de Déu. Es pot accedir al barri des del carrer de Serrans pel nord-oest, el carrer de Trinitaris pel nord-est i el carrer de la Pau pel sud-est, a més de pel carrer per a vianants del Mur de Santa Anna pel nord. Les eixides serien pel carrer del Salvador cap al nord, el carrer dels Cavallers cap a l'oest, el carrer de la Mar cap a l'est, i el carrer de Sant Vicent Màrtir des de la plaça de la Reina cap al sud.
El transport públic arriba fins a les proximitats del barri al no poder accedir als estrets i laberíntics carrers del nucli antic. L'estació de Pont de Fusta de la línia 4 del tramvia de Metrovalencia es troba al nord del barri, a l'altra vora del riu Túria, ja al barri de Morvedre. Respecte a les línies d'autobusos de l'EMT de València tenen parades al nord entre el pont de Fusta i el pont de la Trinitat les línies 1, 5, 6, 11, 16, 26, 28, 29, 36, 80, 95 i N10, i al sud del barri, a la plaça de la Reina, les línies 4, 6, 8, 9, 11, 16, 28, 36, 70 i 71.